# Kroatiska
Kroatiska (hrvatski) är ett sydvästslaviskt språk som talas av cirka 5,6 miljoner personer, huvudsakligen i Kroatien och Bosnien och Hercegovina där det har officiell status. I samband med Kroatiens EU-inträde år 2013 blev kroatiska Europeiska unionens 24:e officiella språk. Därtill har kroatiska status som officiellt minoritetsspråk i Baranya i Ungern, Vojvodina i Serbien, Burgenland i Österrike, Molise i Italien, Carașova och Lupac i Rumänien, Slovakien, Tjeckien och i Montenegro.      

## Språkfamilj
Kroatiskan ingår tillsammans med bosniskan, montenegrinskan, serbiskan och slovenskan i den sydvästslaviska språkstammen. Tillsammans med den sydöstslaviska språkstammen, bestående av bulgariska och makedonska, utgör dessa språk den sydslaviska språkstammen som är en av tre huvudgrenar inom de slaviska språken.
Kroatiskan är i synnerhet nära besläktad med bosniskan, montenegrinskan och serbiskan. Mellan de standardiserade formerna av dessa språk råder till stora delar ömsesidig begriplighet. Den påtagligt liknande ortografin har lett till oenighet bland lingvister huruvida dessa språk är att betrakta som enskilda språk eller standardiserade dialekter av samma språk. Ur en historisk, kulturell och språksociologisk synvinkel skiljer sig kroatiskan dock från de övriga språken. 
I den tidigare sydslaviska federala staten Jugoslavien agerade man på politisk nivå i ett försök utjämna olikheterna och skapa en gemensam språkstandard för talare av kroatiska, bosniska, montenegrinska och serbiska. Detta manifesterades bland annat genom att man i samband med Novi Sad-avtalet år 1954 antog det kontroversiella begreppet och samlingsnamnet "serbokroatiska" för vad som idag betraktas som olika språk. Begreppet "serbokroatiska" var i bruk åren 1954–1991 och sågs i Kroatien som ett uttryck för serbisk hegemoni, centralism och försök till att utplåna kroatiskans särskildhet.         

## Alfabetet
Kroatiskan använde sig först av glagolitiska alfabetet och sedan det kyrilliska (det så kallade bosnisk kyrilliska alfabetet), för att sist övergå helt till latinsk skrift, dock utan några modifieringar som gällde generellt för hela språket.
Lingvisten och språkreformatorn Ljudevit Gaj skapade år 1830 det kroatiska alfabetet som består latinska bokstäver efter tjeckisk modell. Gaj uppfann och införde även bokstäverna Dž, Nj och Lj som är så kallade digrafer som ska betraktas som en bokstav och alltid ska skrivas tillsammans. Ganska snart infördes även bokstaven Đ (utt. dje) till alfabetet.
| Kroatiska alfabetet består av följande 30 bokstäver: | A | B | C | Č | Ć | D | Dž | Đ | E | F | G | H | I | J | K | L | Lj | M | N | Nj | O | P | R | S | Š | T | U | V | Z | Ž |

Kroatiskan tillämpar helt fonematisk skrift, följer fonologin och stavar alla ord precis som de uttalas. Detta var en standardisering som den serbiske språkreformatorn Vuk Karadžić under 1800-talet genomdrev i Serbien och som anammades även i Kroatien. 
Text på serbiska skrivs med det kroatiska alfabetet, enligt ovannämnd modell, när man vill använda ett latinskt alfabet istället för det kyrilliska serbiska alfabetet.

## Standardspråk och dialekter

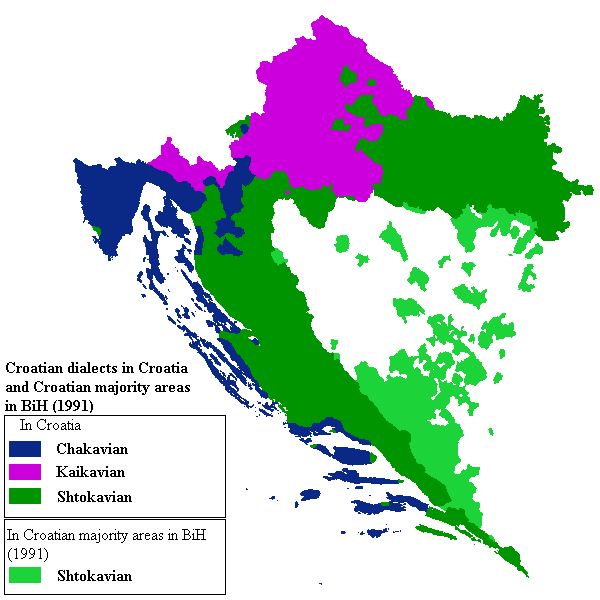
Kroatiska dialekter i Kroatien och områden i Bosnien-Hercegovina där kroater var i majoritet år 1991.

Det kroatiska standardspråket standardiserades under 1800-talet. Man valde då att anta den štokaviska dialekten med underdialekten ijekaviska som uttalsform på ett centralt språkfenomen.
Det kroatiska skriftspråket går huvudsakligen tillbaka på den sydslaviska dialekten štokaviska som talas av stora delar av Kroatiens befolkning och som även legat till grund för det bosniska, montenegrinska och det serbiska skriftspråket. Inom det kroatiska språkområdet talas emellertid även kajkaviska och čakaviska som är två dialekter som båda satt tydliga spår i dagens kroatiska standardspråk.
Čakaviska talas längst kustlandet, i Istrien, Kvarnerviken och delar av Dalmatien. Kajkaviska talas i norra Kroatien, främst runt huvudstaden Zagreb och i regionen Zagorje. Štokaviska talas främst i Slavonien (östra Kroatien) och i större delen av Dalmatiens inland.
Det finns inom det kroatiska språket tre olika uttalsformer eller underdialekter som utvecklats ur den protoslaviska vokalen "jat" Ѣ. Förutom standardformen som kallas för ijekaviskt uttal, så finns ikaviskt uttal och ekaviskt uttal. Ikaviskt uttal talas idag i ett mindre område än tidigare men återfinns alltjämt bland annat i Istrien, Kvarnerviken, Dalmatien, Zagora, Lika och på öarna i den kroatiska skärgården. Ekaviskt uttal talas än mindre utsträckning och begränsas till några få områden i Zagorje och Gorski kotar.
I Dalmatien, Istrien och längs den kroatiska kusten talas dalmatinska en dialekt som bär likheter med italienskan i uttal och satsmelodi. Även en del lånord från italienskan förekommer. Detta är ett arv från det venetianska inflytandet vid Adriatiska havet. Andra delar av Kroatien och de av  kroater bebodda områdena i Bosnien och Hercegovina har i sin tur påverkats av andra språk. Norra Kroatien och Slavonien har påverkats av bland annat tyskan, ungerskan och serbiskan. Även några få turkiska lånord finns i kroatiskan men är mera förekommande i Bosnien och Hercegovina.
Burgenlandkroaterna, den kroatisktalande minoriteten i Burgenland, använder sedan 1800-talet ett delvis annorlunda kroatiskt skrift- och talspråk kallat burgenlandkroatiska. Burgenlandkroatiska och molisekroatiska är baserad på den čakaviska dialekten men molisekroaterna i Molise i Italien använder det traditionella kroatiska alfabetet.  
Under de 73 år (1918–1991) som Kroatien tillhörde Jugoslavien agerade man på politisk nivå för att minimera skillnaderna mellan kroatiskan, bosniskan, montenegrinskan och serbiskan. Ett konstruerat namn för dessa tre språk, serbokroatiska eller kroatoserbiska, användes flitigt. Versionen kroatoserbiska användes i delrepubliken Kroatien. Förutom alfabetet skiljer sig kroatiskan och serbiskan i ordförråd, grammatik och prosodi (satsmelodi) och från bosniskan främst i ordförråd och prosodi.

## Grammatik

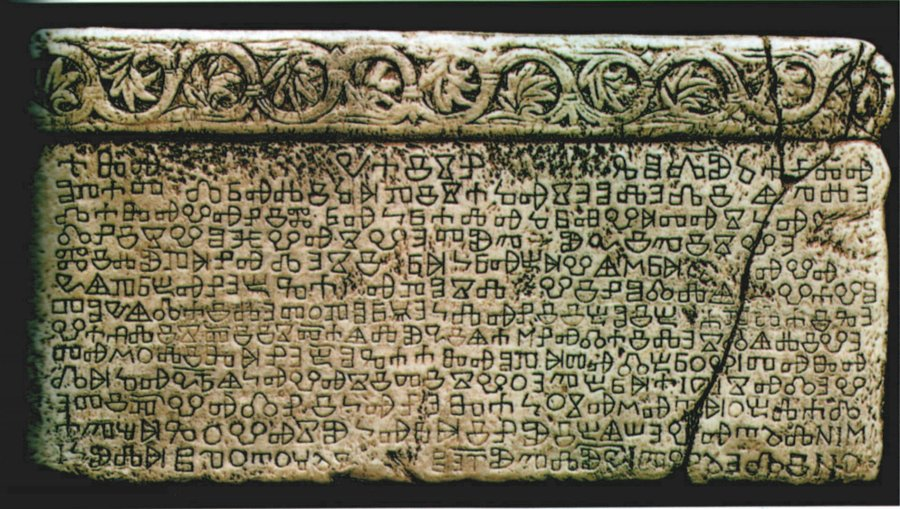
Bašćanska ploča är en av de äldsta bevarade skrifterna på kroatiska med det glagolitiska alfabetet och daterar tillbaka till 1000-talet.

Kroatiskans morfologi består bland annat av dess, liksom de flesta övriga slaviska språk, rika böjningssystem. Pronomen, substantiv, adjektiv och en del av den numerära deklinationen byter ändelse genom kasusböjning medan verben konjungerar efter person och tempus.
Substantiv har tre grammatiska genus (maskulinum, femininum och neutrum).  
Verben har sju tempus.
Kroatiskan saknar likt många slaviska språk både bestämd och obestämd artikel.

## Kasus

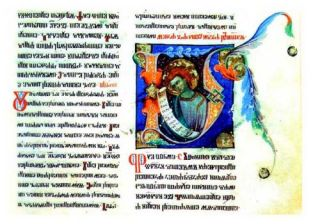
Kroatiska från år 1368.

Kroatiskan använder sig av följande sju kasus:
- Nominativ
- Genitiv
- Dativ
- Ackusativ
- Vokativ
- Lokativ
- Instrumentalis

## Språkträd
- Indoeuropeiska språk
  - Baltoslaviska språk
    - Slaviska språk
      - Sydslaviska språk
        - Sydvästslaviska språk
          - Kroatiska